# Château de Bré
Le château de Bré   est situé à Coussac-Bonneval, en France.

## Localisation
Le château est situé sur la commune de Coussac-Bonneval dans le département de la Haute-Vienne, en région Nouvelle-Aquitaine.

## Description
Le château de Bré, au hameau de Bret, est une ancienne motte castrale. L'ancienne forteresse est implantée sur le versant méridional d’une colline qui domine la vallée de la Boucheuse. 

## Historique
La seigneurie de Bré existait sans doute depuis le XIVe siècle, elle est encore citée dans des actes officiels à la veille de la Révolution. Bré est dite enclave de Montgibeau en 1785. Elle change plusieurs fois de seigneurs : les vicomtes de Limoges en font don aux Maulmont dont les héritiers l'échangent vers 1307 avec le roi Philippe V contre la seigneurie de Tonnay-Boutonne. Philippe V en fit don à son bouteiller Henry de Sully en 1317. Acquise par la famille Aubert qui la conservera 130 ans, la seigneurie est vendue  par la veuve de Jacques Aubert, Catherine de Chaseron à Geoffroy Hélie de Pompadour en 1490. La baronnie de Bret restera dans la famille de Pompadour jusqu'à la mort (1726) de Marie-Françoise de Pompadour, épouse du marquis François-Marie de Hautefort. À la mort de Françoise-Augustine de Choiseul, filleule et héritière des biens de Marie-Françoise de Pompadour, son héritier le comte d'Alais hérite des seigneuries de Pompadour et de Bret. À la mort de celui-ci, son héritier le prince de Conti, vend Pompadour et Bret à Jeanne Poisson, maîtresse du roi Louis XV, dite Madame de Pompadour, qui les revend en 1760 au sieur Laborde. Le 26 juillet 1761, le duc de Choiseul, parent d'Augustine-Françoise de Choiseul échange les seigneuries de Pompadour et de Bret avec le roi Louis XV. Sur le plan napoléonien, des parcelles nos 349, 355 et 394 portent le nom de Haras Royal. Le haras de Pompadour existait dès le XVIIe siècle fondé par François-Marie de Hautefort, époux de Marie-Françoise de Pompadour.